# مزرعة (حجة)
مزرعه هي إحدى قرى الجمهورية اليمنية. تتبع جغرافيا لمحافظة حجة وإداريًا لمديرية كشر. يبلغ تعداد سكانها 3581 نسمة حسب الإحصاء الذي جرى عام 2004.